# Мухаммад Хасан
Мухаммад Хасан ибн Сайфул Риджал Нурул Алам (малайск. Muhammad Hassan ibn Sayful Rijal Nurul Alam; ум. 1598) — султан Брунея, правивший в 1582—1598 годах.

## Биография
Был младшим сыном султана Сайфул Риджала и его супруги Сити Кесумы Марварни.
После смерти старшего брата в 1582 году вступил на престол, став новым султаном. Мухаммад Хасан продолжил застройку столицы страны Кота-Бату, которая была обнесена стенами, а для общения с населением были построены дворцы, а также новые мечети и образовательные учреждения.
Во время его правления на Филиппинах продолжилось распространение суннитского ислама и произошло восстание народа меланау в Сараваке, которое было подавлено войсками султана, которыми он лично командовал.
При нём были разработаны новые законы, получившие название «Каноны султана Мухаммада Хасана».
Скончался в 1598 году, ему наследовал старший сын Абдул Джалилул Акбар.